# امارت برقه
امارت برقه (به عربی: إمارة برقة)زمانی به وجود آمد که محمد ادریس سنوسی در ۱ مارس ۱۹۴۹ به‌طور یکجانبه برقه را به عنوان یک امارت مستقل سنوسی با حمایت بریتانیا اعلام کرد. ادریس در یک «کنفرانس ملی» در بنغازی خود را امیر برقه معرفی کرد. به رسمیت شناختن امارت برقه توسط بریتانیا بر نگرش سازمان ملل تأثیری نداشت و بریتانیا و فرانسه در قطعنامه ای که در ۲۱ نوامبر ۱۹۴۹ به تصویب رسید، دستور دادند تا استقلال لیبی را آماده کنند استقلال پادشاهی لیبی در ۲۴ دسامبر ۱۹۵۱ اعلام شد و در ۲۷ دسامبر، ادریس به عنوان پادشاه ادریس اول بر تخت پادشاهی نشست
پرچم سیاه با علامت ستاره و هلال توسط ادریس به عنوان امیر در سال ۱۹۴۷ پذیرفته شد. این پرچم اساس پرچم لیبی در سال ۱۹۵۱ شد، با افزودن یک نوار قرمز و سبز که به ترتیب نشان دهنده طرابلس و فزان بود. ادریس به عنوان پادشاه لیبی پرچم امارت را به عنوان استاندارد سلطنتی شخصی خود با اضافه کردن یک تاج سفید در بالابر بالا نگه داشت.
در ۶ مارس ۲۰۱۲، با بازتاب رویدادهای ۶۳ سال قبل، نشست مشابهی در بنغازی برگزار شد و خواستار خودمختاری و فدرالیسم بیشتر برای برقه شد. احمد السنوسی، یکی از بستگان پادشاه ادریس، به عنوان رهبر شورای انتقالی برقه اعلام شد.